# Екопаганизам
Екопаганизам и екомагија су активности појединих група за заштиту животне средине којима снажно наглашавају постојање вилинских бића и духова природе, називајући их малим људима и верујући у могућност ступања у интеракцију са њима.
Ове новопаганске струје природу виде као нешто свето, што се мора заштитити активизмом и што мора бити под заштитом револуционарних еколошких групација које спроводе радикалну одбрану природног окружења, обавезајући се на ослобађање заточених животиња, заштиту шуме, пермакултуру итд.
Ове групе често користе митологију вила и сличних бића јер, према њима, они симболизују одбрану природе од тиранских сила капитализма.